# 瑞士国徽

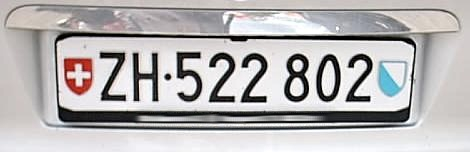
來自蘇黎世州汽車的車牌

瑞士国徽是有著與瑞士國旗一樣的紅地白十字的盾形。
在很多和瑞士有關的物品，例如貨幣、車牌，以至瑞士軍刀上都有國徽的圖案。